# 데이비드 프리즈
데이비드 프리즈(David Richard Freese , 1983년 4월 28일 ~ )는 미국의 야구 선수로, 전 메이저 리그 로스앤젤레스 다저스의 선수이다. 세인트루이스 카디널스 소속이었던 2011년 월드 시리즈에서 월드 시리즈 MVP를 수상했다.